# かみingど〜る
『かみing♥ど〜る』（かみんぐど〜る）は、あずまゆきによる日本の漫画作品。『comicキャンドール』（実業之日本社）において、2007年から2009年まで連載されていた。全4巻。
2008年に香川県で第1巻が有害図書に指定されている。

## あらすじ
中学3年生の主人公雨宮龍太郎の作ったフィギュアに学問の神様が降臨する。鏡奈月と両想いになることを望む竜太郎であるが高校受験と2つの目標に向けて、邁進する。

## 登場人物
雨宮 龍太郎（あまみや りゅうたろう）
この作品の主人公。連載開始時で中学3年生。片思いの相手である鏡奈月と同じ高校に入るように努力する。フィギュアを趣味で作る。
鏡 奈月（かがみ なつき）
この作品のヒロイン。神社の娘で巫女をやっている。
椿 比売（つばき ひめ）
学問の神様で竜太郎の作ったフィギュアに降臨する。羞恥心に欠けている一面がある。竜太郎の願いを成就させるまで元の天界に戻れない。
雨宮 虎次郎（あまみや とらじろう）
主人公の弟。小学生で時々奈月にお風呂に入れてもらう。
二ノ宮（にのみや）
龍太郎の同級生。奈月に接近する。

## 書誌情報
- あずまゆき 『かみing♥ど〜る』 実業之日本社〈マンサンコミックス〉、全4巻
  1. 2008年6月29日初版発行（2008年5月29日発売[4]）、ISBN 978-4-408-17125-8
  2. 2009年2月12日初版発行（2009年1月29日発売[5]）、ISBN 978-4-408-17166-1
  3. 2009年8月12日初版発行（2009年7月29日発売[6]）、ISBN 978-4-408-17198-2
  4. 2010年3月12日初版発行（2010年2月26日発売[7]）、ISBN 978-4-408-17237-8 - 「ボクの番台さん」の番外編を同時収録。